# Советская площадь (Воронеж)
Сове́тская площадь — площадь в Воронеже, располагающаяся в Центральном районе города и ограниченная улицами Театральной, 25 Октября и Бехтерева.

## История
Советская площадь является одной из старейших в Воронеже. В 1750-х гг. она называлась Мясной (реже — Мясницкой), поскольку тогда на ней торговали мясом. Там же в начале XX века продавали рыбу, овощи, дрова, уголь. Рядом с лавками находились также кузницы, которые позже были выведены за пределы городской черты. В конце того же века площадь приобрела нынешние очертания.
В 1899 г. городская дума приняла решение установить в Воронеже памятник поэту Ивану Саввичу Никитину. Первоначально по предложению гласного городской думы К. В. Федяевского предполагалось установить памятник на Мясной площади, а саму площадь превратить в сквер и переименовать в Никитинский. Однако памятник было всё же решено установить в другое место, а рынок остался на своём месте и продолжал действовать.
После Революции 1917 г. Мясная площадь в 1920-е гг. была переименована в Советскую. В 1924 г. снова планировалось рынок ликвидировать, а площадь преобразовать в сквер, однако и в этот раз планы не осуществились.
После Великой Отечественной войны предполагалось устроить рядом с площадью университетский городок, однако рынок продолжал функционировать вплоть до 1960-х гг., когда его всё же убрали. Но даже тогда площадь называлась Мясной: 12 августа 1963 г. газета «Коммунар», опубликовав фотографию новой площади, назвала её «Бывший Мясной базар».
В середине 1970-х гг. площадь расширилась за счёт сноса старых домов. В 1976 г. на площади был открыт памятник поэту А. В. Кольцову, который в 1997 г. был передвинут подальше от Покровской площади и ближе к заложенному в 1976 году зданию драматического театра (ныне Воронежский концертный зал). Сквер на площади был реконструирован в период конца 1980-х — конца 1990-х гг. и теперь украшает подступы к театру.
В 2017 году памятник Кольцову был демонтирован и перенесен на Кольцовский бульвар в 2018 году. В том же году была завершена реконструкция площади — фонтан заменен на сухой, музыкальный.

## Советская площадь сегодня
На Советской площади ныне располагаются:
- Воронежский концертный зал
- Покровский кафедральный собор
- Фонтаны

К ней с юго-востока примыкает площадь Детей, на которой располагается Дворец творчества детей и молодёжи. Ещё дальше на юго-восток находится Воронежское водохранилище.

## Галерея

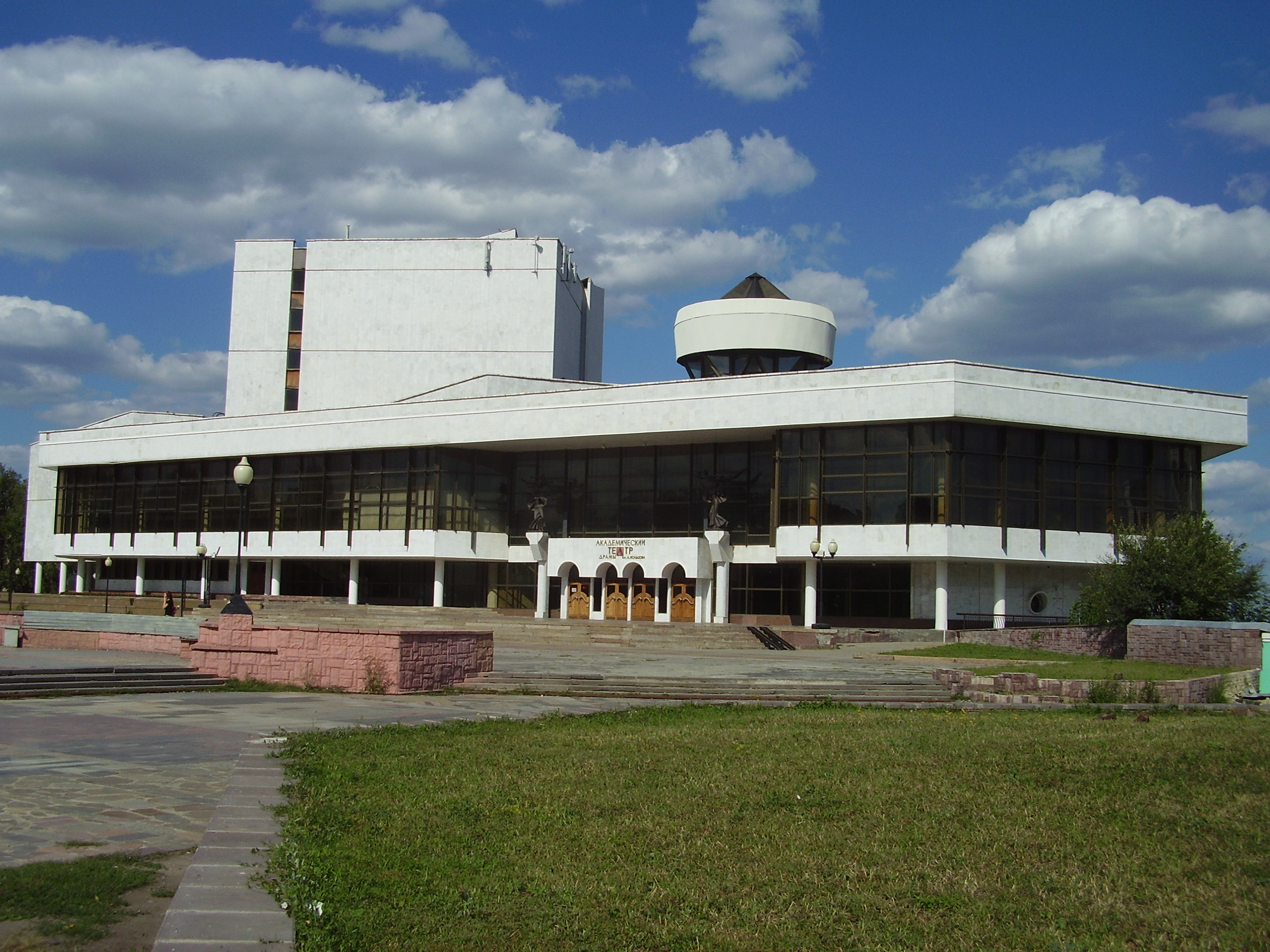
Воронежский концертный зал
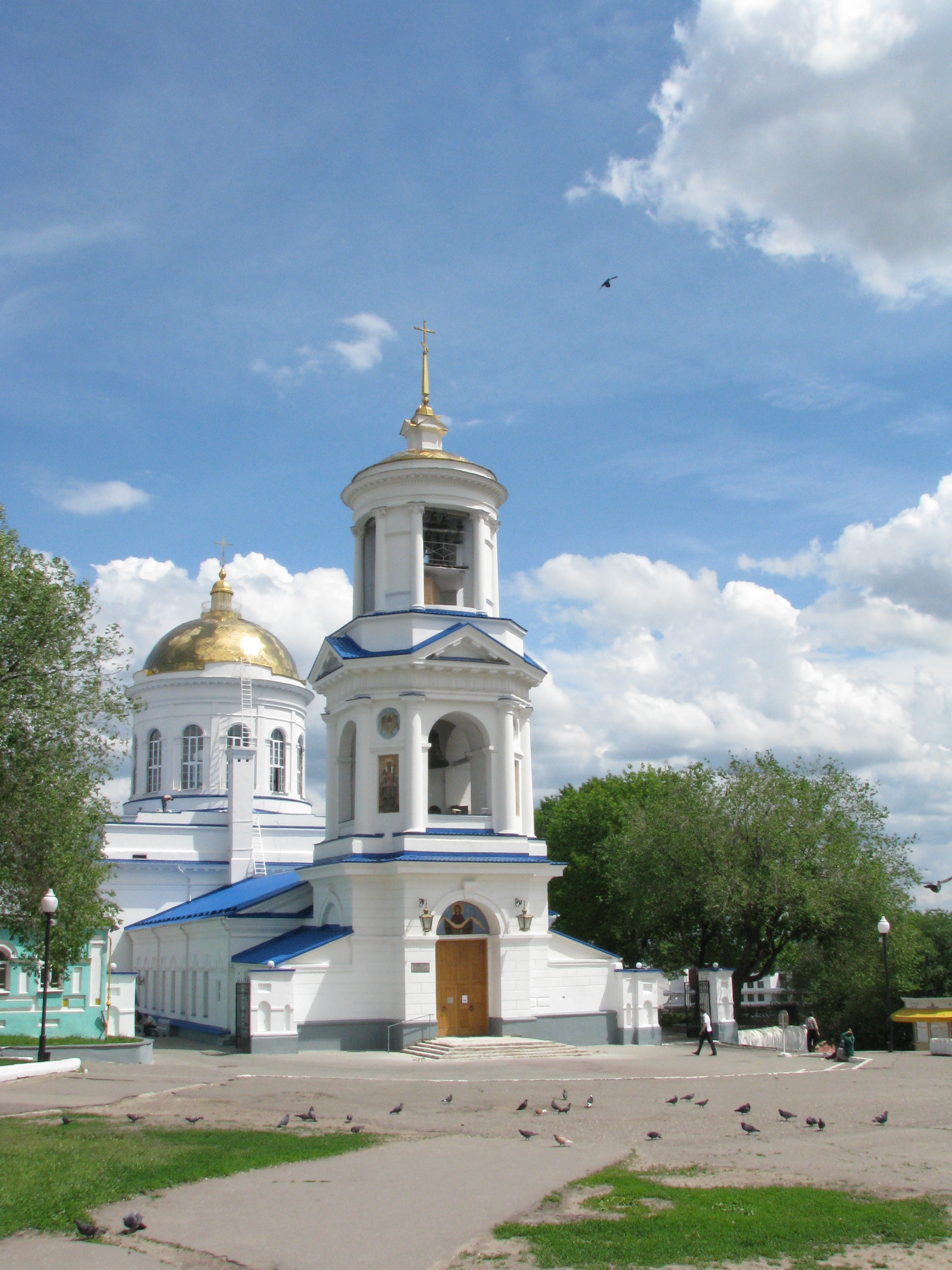
Покровский кафедральный собор
Памятник Кольцову на Советской площади (ныне демонтирован)